# ديبري تابور

ديبري تابور هي بلدة تقع في شمال وسط إثيوبيا في ولاية أمهرة.